# کورکوران (کالیفرنیا)
کورکوران (به انگلیسی: Corcoran) شهری در شهرستان کینگز ایالت کالیفرنیا است که در سرشماری سال ۲۰۱۰ میلادی، ۲۴۸۱۳ نفر جمعیت داشته‌است.